# Edmond Bouty
Edmond Marie Léopold Bouty, né à Nant le 12 janvier 1846 et mort à Paris le 5 novembre 1922, est un physicien français, professeur à la faculté des sciences de Paris durant 37 ans.

## Biographie

### Formation
Fils de Léopold Bouty, géomètre-expert, Edmond Bouty fait ses études secondaires au collège de Millau, puis au lycée de Rodez. Il obtient le baccalauréat en 1864. Il étudie ensuite deux ans en classe de mathématiques spéciales au collège Rollin, puis de 1866 à 1869 à l'École normale supérieure, où il suit les conférences de physique de Bertin-Mourot, et à la faculté des sciences de Paris, où il suit les cours de Paul Desains et Jules Jamin et obtient les licences ès sciences physiques et ès sciences mathématiques en 1868.

### Enseignant dans le secondaire
Après une première tentative infructueuse au concours d'agrégation des sciences physiques et naturelles, il est chargé de cours de physique en classe de mathématiques élémentaires au lycée de Montauban (1869-1871). Ayant réussi sa deuxième tentative en 1871, il est nommé professeur sur la seconde chaire de physique du lycée de Reims (1871-1876). Il rejoint ensuite le lycée Saint-Louis d'abord comme professeur suppléant de physique en classe de mathématiques spéciales (1876-1880) puis titulaire (1880-1883), et enfin le lycée Fénelon (1883-1884).

### Chercheur et enseignant à la faculté des sciences de Paris
En parallèle à son activité d'enseignant de lycée, il effectue, à partir de 1873, des travaux de recherche au laboratoire de recherches physiques de la faculté des sciences de Paris dirigé par Jules Jamin. Ayant soutenu à la faculté des sciences de Paris ses thèses pour le doctorat ès sciences, le 8 décembre 1874, il est nommé attaché au laboratoire des recherches physiques pour l'année 1875-1876. Après son doctorat, il continue en parallèle de ses enseignements au lycée ses activités de recherche. Il devient ainsi directeur-adjoint du laboratoire des recherches physiques (1879-1885), obtenant une diminution de moitié de ses heures d'enseignement au lycée Saint-Louis. Il est nommé chargé de conférences de physique à la faculté des sciences de Paris le 16 avril 1883, en remplacement de Gabriel Lippmann. En 1884, il quitte définitivement l'enseignement secondaire pour être chargé des fonctions de maître de conférences de physique (3e année) à l’ENS, puis en 1885, il succède à Paul Desains à la chaire de physique générale de la faculté des sciences de Paris et à la direction du laboratoire d'enseignement de la physique de la faculté. Henri Pellat lui succède alors comme maitre de conférences. Le laboratoire possède à cette époque trois emplois de préparateurs occupés notamment par Émile Mathias (1er novembre 1885-30 décembre 1889), Lucien Poincaré (1887-1890), Edgard Haudié (11 octobre 1888-2 octobre 1893), Daniel Berthelot (préparateur du cours 1888-1892), Bernard Brunhes (1889-1893), Camille Raveau (puis chef des travaux, octobre 1891-mars 1902), Raphaël Dongier (1893-1898, puis sous-directeur), Georges Sagnac (octobre 1893-1900), Louis-Philibert Décombe (puis sous-directeur), Edmond Rothé (1898-), Paul Langevin (1900-1902), Henri Labrouste (1905-1914). En 1893-94, le laboratoire accueille ainsi 112 étudiants de licence. Le directeur-adjoint et maitre de conférences Jean-Louis Mouton est remplacé par Georges Foussereau (6 novembre 1891-25 octobre 1892), qui devient ensuite secrétaire de la faculté, puis par Anatole Leduc, c'est avec ce dernier que Bouty réalise le déménagement du laboratoire dans les nouveaux bâtiments de la Sorbonne. Raphaël Dongier en est nommé sous-directeur en 1898, puis Décombe.
Ses travaux scientifiques portent principalement sur le magnétisme et l'électricité.
Il est élu membre de l'Académie des sciences le 23 novembre 1908 dans la section de physique générale. Il fut président de la Société française de physique et de la Société internationale des électriciens.

## Distinctions
- Prix La Caze de l'Académie des sciences en 1895.
- Officier de la Légion d'honneur[4].

## Publications
- Notice sur Jules-Célestin Jamin, Versailles, de Cerf et fils, 1887.
- Notice sur Jean-Louis Mouton, Versailles, de Cerf, 1895.
- La pile - phénomènes électrothermiques et électrochimiques. Les aimants. Applications de l'électricité : complément, tables, avec Jules Jamin, Paris, Gauthier-Villars, 1883.
- Notice sur les travaux et titres scientifiques, Paris, Gauthier-Villars, 1884.
- Études sur le magnétisme, Paris, Gauthier-Villars, 1874.
- Théorie des phénomènes électriques, Paris, Gauthier-Villars, 1878.
- La Vérité scientifique : sa poursuite, Paris, Ernest Flammarion, coll. « Bibliothèque de philosophie scientifique 27 », 1908, 398 p., 19 cm (OCLC 934259364, lire en ligne).
- Indications thérapeutiques et travaux originaux sur les methylarsinates de soude et de fer, Paris, Lebois, 1909.
- Rapport sur un Mémoire de Émile Schwerer intitulé « Les Phénomènes thermiques de l'Atmosphère », Paris, Gauthier-Villars, 1910.
- La Physique, Paris, Larousse, 1915.